# Зубов, Валериан Александрович
Граф (1793) Валериа́н Алекса́ндрович Зу́бов (28 ноября [9 декабря] 1771 — 21 июня [3 июля] 1804, Санкт-Петербург) — военный и государственный деятель Российской империи, генерал от инфантерии (1800), младший из четырёх братьев Зубовых. После своего выдвижения благодаря влиянию старшего брата — последнего фаворита Екатерины II князя Платона Александровича, сумел проявить себя как храбрый и решительный офицер, участвуя во многих сражениях. Отличился при взятии Измаила, а во время Восстания Костюшко был тяжело ранен — потерял ногу. Будучи главнокомандующим в Русско-персидской войне 1796 года, прославился успешным взятием Дербента, а также тем, что был произведён в генерал-аншефы в возрасте 25 лет. Вместе с братьями активно участвовал в заговоре против Павла I, увенчавшегося цареубийством в Михайловском замке. При Александре I член Непременного совета и директор Второго кадетского корпуса. Адресат нескольких стихотворных посланий Гаврилы Романовича Державина.

## Биография
Младший сын небогатого дворянина Александра Николаевича Зубова и его супруги Елизаветы Васильевны (1742—1813), единственной дочери армии прапорщика Василия Воронова. Отец, управляющий имениями графа Николая Ивановича Салтыкова, многократно уличённый во взятках и лихоимстве, имел под конец жизни репутацию «бесчестнейшего дворянина во всём государстве».
Ещё ребёнком Валериан Зубов был записан в Преображенский лейб-гвардии полк, из которого около 1784 года был переведён на службу в Конный лейб-гвардии полк. В 1785 году произведён из вахмистров в корнеты, в 1788 году — в подпоручики. После того, как в 1789 году старший брат Платон стал фаворитом Екатерины II, Валериан, превосходя его красотой, обратил на себя особенное внимание государыни.

### В армии Потёмкина
Из опасений соперничества между братьями, его произвели в подполковники и отправили в действующую армию к светлейшему князю Григорию Потёмкину. Отправляя Зубова, Екатерина II так его рекомендовала главнокомандующему: 

В молодых его летах, я должна ему отдать справедливость, что, сколько я приметить могла, он в самых добрых расположениях и полон усердием выполнить все ему порученное; он отнюдь не желал жить здесь празднен и спешит теперь к тебе застать осенние военные действия; я совершенно уверена, что ты сего молодого человека будешь жаловать; мне кажется, это интересный ребёнок, брат же его чрезвычайно любит и всю свою надежду на тебя кладет, что его не оставишь, в чём, надеюсь, и не обманется.— Екатерина II, письме к Потёмкину от 22 сентября 1789 года
По прибытии в армию он был тут же отправлен обратно в ноябре 1789 года в Петербург курьером с известием о капитуляции Бендер. За эту весть он был пожалован флигель-адъютантом и произведён в полковники. Возвратился он в действующую армию с высочайшей рекомендацией к Потемкину «доставить Зубову случай отличиться». По свидетельствам современников Потёмкин относился «противно» к Зубовым, а потому якобы специально в день штурма Измаила назначил Валериана на такой участок, где после артиллерийского обстрела в его полку уцелели лишь немногие. Однако, отличаясь исключительной личной храбростью, Зубов с честью выдержал боевое крещение, несмотря на сильный огонь противника, командуя частью колонны, атаковал неприятеля, и опрокинув штыковым ударом, овладел кавальером и частью вала у Килийских ворот.
11 декабря 1790 года Потёмкин отправил Валериана Зубова в Петербург с известием о взятии крепости. По прибытии в январе 1791 года и был произведён в бригадиры, а также получил чин капитан-поручика Измайловского лейб-гвардии полка.

### Дальнейшая карьера
В 1792 году пожалован генерал-майором, в том же году участвовал в Польской кампании, а затем отправился добровольцем на войну против революционной Франции. 27 января 1793 года вместе с братьями и отцом возведён в графское достоинство Священной Римской империи. В том же году после награждения прусским орденом Чёрного орла написал императрице, что право носить такой орден имеет только генерал-поручик. Намёк не достиг цели, более того, между братьями произошла ссора и Платон, ревнуя его к императрице, повелел Валериану уехать из Москвы, где он в то время находился.
В 1794 году в чине генерал-майора и Александровского кавалера он получил в Польше под свое начальство значительный отряд. Его действия были довольно безрассудны и жестоки, что явилось косвенным поводом к Восстанию Костюшко. Под начальством графа Александра Суворова генерал-майор Зубов участвовал в его подавлении. В ходе этой кампании осенью того же года во время переправы через Западный Буг Валериан отправился со свитой на рекогносцировку и подвергся обстрелу вражеской артиллерией. Одним и тем же ядром он был ранен в левую ногу, а находящийся рядом полковник Рарок — в правую. Все врачи бросились спасать раненого брата императорского фаворита, оставив безо всякой помощи Рарока, который на следующий день скончался от потери крови. Зубова отнесли в лощину, где врачам пришлось ампутировать ему раненую ногу. Когда его на носилках несли мимо второй линии войск, он держался бодро и шутил с солдатами.
Екатерина II приказала перевезти раненого Зубова в Петербург, выделив ему на дорогу 10 000 червонцев и на уплату долгов 300 000 рублей, а также произвела его в чин генерал-поручика. Прибыв в начале апреля 1795 года в столицу, Зубов предстал перед императрицей в кресле на колёсах, при виде чего Екатерина не могла удержаться от слёз. Она подарила ему дом на Миллионной улице, некогда принадлежавший Густаву Бирону, единовременно 20 000 рублей золотом и пенсию в 13 000 рублей серебром. Из-за отказа графа ограничить какие-либо из своих привычек, мешавших лечению, выздоровление затянулось. Так же долго не удавалось подобрать удачный протез, пока, три года спустя, английские врачи не сделали, наконец, графу искусственную ногу, позволившую ему ездить верхом, сутками оставаясь в седле.

### Русско-персидская война 1796 года
В 1796 году граф Валериан Зубов был назначен генерал-губернатором Кавказского наместничества, став во главе 35-тысячного Каспийского корпуса, отправленного для приведения в исполнение проекта князя Платона Зубова — завоевать всю Переднюю Азию до Тибета. Прибыв к армии, граф Валериан Александрович сразу проявил себя выдающимся администратором — обдуманно организовал поход, принял необходимые меры по снабжению войск, для чего разработал план взаимодействия сухопутных войск и Каспийской флотилии, которая обеспечивала подвоз продовольствия, боеприпасов, пополнений и высадку десантов. В ходе боевых действий молодой генерал, демонстрируя «правильную методу войны» при наведении понтонных мостов, применении осадной артиллерии, подведении траншей и тому подобного, сумел в короткий срок завоевать обширные территории. Выступив в поход в апреле 1796 года, уже 10 мая взял крепость Дербент, «златые врата Кавказа». По некоторым сведениям, защитники Дербента решили сдаться без боя, однако главнокомандующего не устроила такая бескровная капитуляция. Он хотел показать, что лавры победителя доставались ему не дёшево, и, чтобы создать видимость настоящего штурма, приказал атаковать одну из городских башен, где было убито около 50 человек, уже выразивших готовность сложить оружие. Екатерину же Зубов уверил в донесениях, что в самом Дербенте находилось 11 000 человек, «которые твердо решили защищаться». Дербентский хан Ших-Али был захвачен в плен. Вечером того же дня, когда город был занят русским гарнизоном, в лагерь к Зубову с большой свитой женщин приехала просить за брата сестра пленного хана персидская принцесса Хараджи-Ханум, славившаяся красотой и умом. Граф уважил её просьбу и разрешил остаться с братом до утра, строго запретив кому бы то ни было приближаться к их палатке. Отпустив гостью в город, Зубов поставил её во главе совета правительницей владений брата, которого оставил у себя в качестве заложника. Екатерина II поведение Валериана Александровича с принцессой «весьма одобряла», находя, что он поступил с ней «как честный человек», по-рыцарски, и послала ей в подарок перо, серьги и перстень.
К ноябрю того же года войска под командованием Зубова успели покорить ханства: Дербентское, Кубинское, Бакинское, Казикумыхское, Ширванское, Карабагское, Шекинское и Гянжинское. За боевые подвиги граф Зубов был произведён не по старшинству в генерал-аншефы, что вызвало недовольство многих. В начале декабря генерал-аншеф Зубов стал укреплённым лагерем при слиянии рек Куры и Аракса и перебросил часть войск в Муганскую степь, угрожая Тегерану, дорога к которому была очищена от персидских войск. Поход протяжённостью почти 1000 км, проходивший в исключительно тяжёлых условиях природы Закавказья, при постоянной нехватке продовольствия, свирепствующих болезнях и дерзких набегах горцев, стал выдающимся достижением Русской императорской армии.
Однако со смертью Екатерины II всё изменилось. Павел I счёл результаты похода ничтожными, а издержки — чрезмерными и приказал вернуть войска в Россию. При этом он распорядился разослать приказ о «немедленном выступлении на непременные квартиры» командирам отдельных частей, а главнокомандующего и его штаб в известность не поставил. Такое явное нарушение принципа единоначалия, неминуемо привело бы к дезорганизации войск и позорному поражению, однако катастрофы удалось избежать. По одним сведениям, генерал-аншеф Зубов успел собрать командиров своего корпуса на военный совет, где был принят план организованного отхода. Войска выступили в феврале 1797 года, а главнокомандующий, отправив в Санкт-Петербург донесение, сам занялся обеспечением войск продовольствием. По другим — войска, подчиняясь приказу императора, всё-таки покинули генералитет во главе с Зубовым на неприятельской территории. Однако от персидского плена их спас атаман Матвей Платов, вопреки высочайшему повелению, оставшийся с казаками охранять главнокомандующего. За этот поступок Платов по возвращении в Россию был посажен в Петропавловскую крепость, где провёл более трех лет. 27 апреля 1797 года во время обратного похода, Валериан Александрович был отставлен от службы, так как подвергся в числе прочих Зубовых опале.

### В опале
Возвратившись из Закавказья весной 1797 года, опальный полководец поселился в Хорошёво, близ Москвы. Тогда же, вопреки опале, поэт Гавриил Державин написал оду «На возвращение графа Зубова из Персии», которая распространялась в списках и была опубликована только в 1804 году. В 1798 году граф Зубов получил разрешение ехать лечиться на воды, но сначала посетил Москву. Узнав об этом, Павел I потребовал через московского военного губернатора графа Ивана Салтыкова объяснений от опального о причине изменения маршрута и, получив их, заключил, что здоровье его «не весьма расстроено». 14 августа 1798 года графу Зубову было приказано оставаться в Москве под надзором графа Салтыкова, а в апреле 1799 года — ехать жить в свои деревни. Ему даже не было разрешено проститься с братом князем Платоном, который годом ранее был возвращён из-за границы и сослан в собственное имение во Владимирской губернии под надзор губернатора Павла Рунича. Граф Зубов поселился в своих курляндских имениях, приносивших до 40 000 рублей ежегодного дохода. Там у него был великолепный дворец, построенный Анной Иоанновной ещё в бытность её герцогиней курляндской и прекрасные обширные сады. Указом 22 августа 1799 года имения графа Валериана были конфискованы «за недостающие суммы по Персидскому походу».

### Заговор против Павла I
В конце 1800 года Зубовы были возвращены из опалы, граф Валериан был восстановлен на службе в чине генерала от инфантерии и поставлен во главе Второго кадетского корпуса. Отобранные имения были ему возвращены. Несмотря на увечие, участвовал вместе с братьями в дворцовом перевороте, следствием которого явилось убийство Павла I и возведение на престол Александра I. Перед выступлением вместе с братом князем Платоном и графом Петром Паленом убеждал примкнувших к заговору, но ещё колеблющихся, офицеров. Ему приписывают сказанные в ночь с 11 на 12 марта 1801 года слова о якобы имевшем место, но неисполненном завещании Екатерины II:

Императрица Екатерина формально приказала его брату Платону и ему смотреть на Александра как на их единственного законного монарха, служить только ему с непоколебимым усердием и верностью. Так именно они и поступали— Адам Чарторыйский
Далее граф Валериан Александрович отправился к Михайловскому замку в отряде графа Палена, где распоряжался третьим батальоном Семёновцев, оцепившим императорскую резиденцию, чтобы обеспечить беспрепятственное проникновение внутрь «ударного отряда» под командованием Леонтия Беннигсена. По этой причине он, в отличие от своих братьев, князя Платона и графа Николая, не присутствовал в спальне, где произошло убийство императора.
Граф Валериан вошёл во дворец вместе с графом Паленом значительно позже других заговорщиков, когда уже стало известно о смерти Павла. Желая узнать настроение солдат, стоявших на карауле в одном из помещений, он поздравил их с новым государем. Те встретили его столь враждебно, что граф был вынужден поспешно удалиться.

### Последние годы жизни
30 марта 1801 года Александр I включил графа Валериана Александровича Зубова в состав 12 членов новообразованного Непременного совета. Вскоре он подал императору обстоятельную записку под названием: «Общее обозрение торговли с Азиею» — план обеспечения ведущей роли России в торговли с Персией и Индией. Для этого он предлагал соединить каналом реки Волгу и Дон, чтобы обеспечить водный транзит товаров между Балтийским, Каспийским, Чёрным морями и через Средиземное море в Атлантический океан. Естественным центром торговли с Персией он полагал Баку — лучший порт на Каспии, окрестности которого изобиловали месторождениями нефти и каменной соли высокого качества, что, наряду с доступными здесь русскими товарами, привлекало «великое множество» купцов из соседних областей. Наличие хорошего сухопутного сообщения с Персидским заливом через богатейшие внутренние провинции, делало этот порт ещё более привлекательным — граф Зубов предлагал укрепить, благоустроить его и, таким образом, сделать центром российского влияния на всю Персию. Для обеспечения границ России и безопасности торговли он предлагал укрепить также Грузию, заняв войсками пространство от её границ до Баку на Каспии. Торговлю с Индией Валериан Александрович предполагал начать развивать через Астрабад, а затем отправить специальных разведчиков, чтобы выведать наиболее удобные пути до самого Индостана. Эта записка рассматривалась 31 марта 1802 года и позже Негласным комитетом и произвела впечатление — многие сочли этот проект весьма многообещающим. Один из современников писал 13 августа 1802 года по этому поводу, что, в отличие от генерал-лейтенанта Карла Фёдоровича фон Кнорринга (назначенного тогда же главнокомандующим в Грузии), сам Валериан Зубов был бы наиболее подходящим руководителем данного проекта, поскольку обладал знанием «этой страны, столь мало доступной», умел обходиться с местным населением и вообще был «человеком дела». Тем не менее, граф Валериан не получил никаких назначений, к тому же вскоре, братья Зубовы вновь оказались в немилости. За ними был установлен надзор тайной полиции, столь явный, что Валериан Александрович жаловался императору во время личной аудиенции на действия агентов, находя, что он с братом не заслужил такого недоверия.
Продолжая исполнять при Александре I обязанности директора Второго кадетского корпуса, генерал от инфантерии Зубов заботился об улучшении различных сторон жизни учебного заведения; при нём были выстроены капитальные здания корпуса в Санкт-Петербурге (ныне — по улице Красного Курсанта, дом 16, 18), которые в настоящее время занимает Военно-космическая академия имени А. Ф. Можайского. Как директор корпуса, Валериан Александрович с большим сочувствием относился к кадетам из малоимущих семей и широко практиковал их зачисление сверх штата. Причём родители вносили посильную плату, а недостающие суммы списывались на хозяйственные нужды корпуса, а если казённых средств не хватало, то граф Зубов платил за них сам. После его смерти оказалось, что таких «негласных» кадет набралось 212 человек, и Александр I распорядился содержать их за счёт казны.
21 июня 1804 года граф Валериан Александрович Зубов скончался от «водяной болезни» на даче Нарышкиных, где жил в то время. Граф Фёдор Васильевич Ростопчин писал по этому поводу своему другу Павлу Дмитриевичу Цицианову:

Ты верно знаешь о смерти Валериана Зубова. Я имел две причины быть ею тронутым: во-первых, что ты его любил, во-вторых, я полагал, что в случае нужды он имел дух говорить дерзкую правду и за неё стоять грудью. Он умер от простуды в боку, из которой вышел внутренний нарыв; а сперва, и к его несчастию, долго лечил его дурной какой-то доктор француз. Вот и рушится подпора Зубовского рода.— 
 Над прахом В. А. Зубова, погребённого в Сергиевой Приморской пустыни, в 1809 году по проекту Луиджи Руска была построена церковь святого мученика Валериана, ставшая усыпальницей рода Зубовых.

## Награды

### Российские
- 1789 год — по прибытии в Петербург с известием о взятии Бендер награждён 10 000 рублей и подарками на ту же сумму.
- 1791 год — за отличие при штурме Измаила по прибытии в Петербург с известием о взятии крепости награждён орденом Св. Георгия 4-го класса.
- 1793 год — награждён орденом Святого Александра Невского.
- 1795 год — за ранение при подавлении Восстания Костюшко награждён орденами Св. Андрея Первозванного и Святого Георгия 3-го класса.
- 1796 год — за взятие Дербента награждён орденом Святого Георгия 2-го класса, алмазными знаками к ордену Св. Андрея Первозванного и бриллиантовым пером на шляпу[3].

### Иностранные
- 1793 год — награждён прусскими орденами Чёрного и Красного орлов.

## Личная жизнь и семья
Валериан Александрович Зубов был большим поклонником и ценителем женской красоты, что признавала сама Екатерина II, считая его обладателем «вкуса изрядного». Во время турецкой компании она писала ему, что «в городе все красавицы без него похудели». В 1792 году во время службы добровольцем в рядах союзников, воевавших против революционной Франции, граф Зубов встретил невесту великого князя Александра Павловича, направлявшуюся со свитой в Санкт-Петербург. Его восторженный «экспертный» отзыв о внешности будущей императрицы Елизаветы Алексеевны уверил Екатерину II в безошибочности собственного выбора. Обрадованная, она прислала Зубову с ответом китайский халат и шубку на случай продолжения военных действий на территориях с холодным климатом. Императрица действительно оказывала большое благоволение графу Валериану, который превосходил брата-фаворита красотой. Он отличался необычайной белизной лица с нежным румянцем на щеках, был подвижен и жизнерадостен: по отзыву Екатерины II, Валериан был настоящим «красавцем». Это часто приводило к ссорам между братьями из-за ревности князя Платона. Впрочем ссоры эти были обычно непродолжительны, и они вскоре мирились.
Страсть к женщинам делала графа неразборчивым в средствах достижения своих целей. Так однажды он увлёкся женой некоего майора Каверина. Получив отказ, он всё же склонил женщину к близости с помощью её бесчестного супруга, который в награду был назначен полицеймейстером в Москве. Даже потеряв ногу, граф Валериан «оставался таким же красавцем, как прежде» и не изменял своим привычкам. Имел внебрачную дочь, Елизавету Валериановну Зубову, замужем (с 29 октября 1823 года) за Александром Воейковым, капитаном лейб гвардии Московского полка; кто была её мать неизвестно. Воспитанницы Зубова — Екатерина Валерьяновна Кубикова была замужем (с 6 января 1805 года) за коллежским асессором Степаном Ивановичем Плотниковым; Лидия Платонова была замужем (с 18 февраля 1812 года) за губернским секретарём Иваном Степановым.
В 1792 году познакомился в Варшаве с княгиней Марии Фёдоровной Потоцкой (1773—1810), женой последнего воеводы киевского Антония Потоцкого (1761—1801), дочерью князя Каспара Любомирского. Княгиня так увлеклась молодым Валерианом Зубовым, что стала открыто жить с ним, без формального развода с мужем, что возбудило в Варшаве всеобщее негодование. После подавления Восстания Костюшко в 1795 году Потоцкая последовала за любовником в Санкт-Петербург, где проживала с ним во дворце на Миллионной улице, подаренном ему императрицей. Считается, что эта связь положила конец соперничеству между братьями Зубовыми, — между ними установились хорошие отношения. В своих письмах той поры граф Валериан называет князя «любезным другом, братом и отцом». Несмотря на горячее желание вступить в брак с Потоцкой, Екатерина II этого не разрешала. В марте 1796 года в Москве княгиня родила от Валериана внебрачного сына, названного Платоном, в честь брата-фаворита; ребёнок умер в раннем детстве. Оправившись от родов, она последовала за своим «милейшим другом» в персидский поход, где разделяла с ним все трудности военной жизни. При Павле I жила с Зубовым в его поместьях под Москвой или Петербургом. В 1803 году, уже после смерти законного супруга, граф Валериан женился на княгине Потоцкой. Однако по мнению Фаддея Венедиктовича Булгарина их брак уже являлся чистой формальностью — граф часто болел, а графиня имела большой успех в свете и была окружена толпой поклонников, с некоторыми из которых её связывали отнюдь не платонические отношения.